# Javi Varas
Javier Varas Herrera, más conocido como Javi Varas (Sevilla, 10 de septiembre de 1982), es un exfutbolista y entrenador español que jugaba como portero. Actualmente es segundo entrenador del Sevilla Fútbol Club "C".

## Trayectoria
Criado en el barrio sevillano de Pino Montano empezó a jugar al fútbol en el equipo del barrio, la Escuela Deportiva de Pino Montano. Poco después fichó por la Peña Sevillista Pablo Blanco, hasta que en edad juvenil pasó formar parte de la A.D. Nervión, con el que jugó en la Liga Nacional de Juveniles y Primera Regional Amateur. En la temporada 2003-04 pasó a formar parte de la A.D. San José, de Regional Preferente. Sus buenas actuaciones provocaron que el Sevilla FC se fijara en él. Al término de la temporada fichó por el conjunto hispalense pero decidieron cederle al CD Alcalá, de Segunda B, en la temporada 2004-05, jugando un papel fundamental en la salvación del equipo, una actuación memorable en el partido de Copa del Rey frente al Real Betis Balompié.
En la temporada 2005-06 defiende la portería del Sevilla Atlético, en la categoría de bronce, y al año siguiente, en la 2006-07, logra con el filial el ascenso a Segunda División. con un destacado papel de Javi Varas en el partido de promoción ante el Pontevedra CF, que los andaluces ganaron en los lanzamientos de penaltis.
Una campaña más tarde, la 2007-08, Varas fue uno de los puntales del mejor filial sevillista de la historia, Sevilla Atlético, noveno clasificado, considerado como el equipo revelación de la División de plata. Al término de esa temporada, con varias ofertas sobre la mesa, el técnico del primer equipo Manolo Jiménez, que ya había sido su entrenador en el filial, apostó por Javi Varas como segundo portero de la primera plantilla.
Jiménez mostró su confianza en el canterano afirmando que Con Palop y Javi Varas la portería está más que cubierta.
Por una lesión de Andrés Palop, guardameta titular, durante la pretemporada se ganó la confianza del club por sus buenas actuaciones en los torneos de verano, destacando las victorias en el Ramón de Carranza y en el Torneo de los Ferrocarriles en Moscú, en una final en la que tuvo una destacada actuación, atajando un penalti. La recuperación de Palop, coincidiendo con el inicio de la temporada oficial, le relegó al banquillo, aunque Jiménez le dio la oportunidad de disputar la primera eliminatoria de la Copa del Rey ante la SD Ponferradina.
En su debut en Primera División, el 17 de enero de 2009, a raíz de una expulsión de Palop en la jornada anterior, frente al CD Numancia logró mantener su portería a cero. Al término de su primera temporada con el primer equipo, disputó tres partidos de liga y dos de Copa del Rey.
La temporada 2009-10 es considerada una de las más emocionantes de su carrera. Debutó contra el VfB Stuttgart en la Champions League, la máxima competición continental de clubes y consiguió su primer título, la Copa del Rey frente al Atlético de Madrid. En total defendió el arco del Sevilla F.C. en 5 partidos de liga, 3 de Copa del Rey y otros 3 de Champions League.
Durante la campaña 2010-11 se consolidó como portero de Primera División logrando la titularidad. Un total de 21 partidos en Liga, 5 de Copa del Rey y 2 de Europa League que en la 2011-12 siguió en aumento, alcanzando los 25 partidos en Liga y tres más de Copa del Rey. Después de acabar la temporada 2012/2013 donde jugó en calidad de cedido en el Celta de Vigo, sumando su cuarta temporada como jugador de Primera División, el Sevilla F.C. le comunicó a Javi Varas que aunque Palop se marche no cuentan con él.
El 25 de agosto de 2014 firmó su rescisión de contrato con el Sevilla F.C. firmando ese mismo día con el Real Valladolid por una temporada con la posibilidad de renovar automáticamente por dos más en caso de ascenso del club pucelano. Tras no conseguir dicho ascenso, quedó libre y el 12 de julio de 2015 se hizo oficial su contratación por la Unión Deportiva Las Palmas para dos temporadas.
Al acabar su contrato con el equipo canario no renovó su contrato y en el verano de 2017 se incorpora a la recién descendido a Segunda, Granada C.F., firmando por dos años.
Tras estar sin equipo desde septiembre de 2018, el 19 de febrero de 2019, la SD Huesca hizo oficial su incorporación hasta final de temporada.
El 22 de octubre de 2019 anunció su retirada del fútbol en activo.

## Clubes
| Club                      | País   | Año         |
| ------------------------- | ------ | ----------- |
| Sevilla Atlético          | España | 2004 - 2008 |
| C.D. Alcalá (cedido)      | España | 2004 - 2005 |
| Sevilla FC                | España | 2008 - 2014 |
| RC Celta de Vigo (cedido) | España | 2012 - 2013 |
| Real Valladolid CF        | España | 2014 - 2015 |
| UD Las Palmas             | España | 2015 - 2017 |
| Granada CF                | España | 2017 - 2018 |
| SD Huesca                 | España | 2019        |

## Estadísticas

### Clubes
Actualizado al último partido jugado el 19 de mayo de 2018.
| Club                               | Temporada                     | Liga                          | Liga     | Liga            | Copa de Rey | Copa de Rey     | Torneos internacionales | Torneos internacionales | PlayOffs | PlayOffs        | Total    | Total           |
| Club                               | Temporada                     | Categoría                     | Partidos | Goles encajados | Partidos    | Goles encajados | Partidos                | Goles encajados         | Partidos | Goles encajados | Partidos | Goles encajados |
| ---------------------------------- | ----------------------------- | ----------------------------- | -------- | --------------- | ----------- | --------------- | ----------------------- | ----------------------- | -------- | --------------- | -------- | --------------- |
| C.D. Alcalá (cedido) · España      | 2004-05                       | 2.ª División B                | 20       | 18              | 1           | 0               | -                       | -                       | -        | -               | 21       | 18              |
| C.D. Alcalá (cedido) · España      | Total con el C.D. Alcalá      | Total con el C.D. Alcalá      | 20       | 18              | 1           | 0               | -                       | -                       | -        | -               | 21       | 18              |
| Sevilla Atlético · España          | 2005-06                       | 2.ª División B                | 27       | 17              | -           | -               | -                       | -                       | 3        | 1               | 30       | 18              |
| Sevilla Atlético · España          | 2006-07                       | 2.ª División B                | 13       | 12              | -           | -               | -                       | -                       | 2        | 0               | 15       | 14              |
| Sevilla Atlético · España          | 2007-08                       | 2.ª División                  | 41       | 46              | -           | -               | -                       | -                       | -        | -               | 41       | 46              |
| Sevilla Atlético · España          | Total con el Sevilla Atlético | Total con el Sevilla Atlético | 81       | 75              | -           | -               | -                       | -                       | 5        | 1               | 86       | 76              |
| Sevilla FC · España                | 2008-09                       | 1.ª División                  | 3        | 4               | 2           | 1               | -                       | -                       | -        | -               | 5        | 5               |
| Sevilla FC · España                | 2009-10                       | 1.ª División                  | 5        | 4               | 3           | 4               | 3                       | 3                       | -        | -               | 11       | 11              |
| Sevilla FC · España                | 2010-11                       | 1.ª División                  | 21       | 33              | 5           | 6               | 2                       | 0                       | -        | -               | 28       | 39              |
| Sevilla FC · España                | 2011-12                       | 1.ª División                  | 25       | 35              | 3           | 2               | 0                       | 0                       | -        | -               | 28       | 37              |
| RC Celta de Vigo (cedido) · España | 2011-12                       | 1.ª División                  | 35       | 50              | 0           | 0               | -                       | -                       | -        | -               | 35       | 50              |
| RC Celta de Vigo (cedido) · España | Total con el RC Celta de Vigo | Total con el RC Celta de Vigo | 35       | 50              | 0           | 0               | -                       | -                       | -        | -               | 35       | 50              |
| Sevilla F. C. · España             | 2013-14                       | 1.ª División                  | 6        | 6               | 2           | 2               | 9                       | 8                       | -        | -               | 17       | 16              |
| Sevilla F. C. · España             | Total con el Sevilla F. C.    | Total con el Sevilla F. C.    | 60       | 82              | 15          | 15              | 14                      | 11                      | -        | -               | 89       | 108             |
| Real Valladolid · España           | 2014-15                       | 2.ª División                  | 38       | 33              | 1           | 1               | -                       | -                       | 2        | 1               | 41       | 35              |
| Real Valladolid · España           | Total con el Real Valladolid  | Total con el Real Valladolid  | 38       | 33              | 1           | 1               | -                       | -                       | 2        | 1               | 41       | 35              |
| U. D. Las Palmas · España          | 2015-16                       | 1.ª División                  | 31       | 40              | 0           | 0               | -                       | -                       | -        | -               | 31       | 40              |
| U. D. Las Palmas · España          | 2016-17                       | 1.ª División                  | 25       | 47              | 0           | 0               | -                       | -                       | -        | -               | 25       | 47              |
| U. D. Las Palmas · España          | Total con la U. D. Las Palmas | Total con la U. D. Las Palmas | 56       | 87              | 0           | 0               | -                       | -                       | -        | -               | 56       | 87              |
| Granada C. F. · España             | 2017-18                       | 2.ª División                  | 38       | 44              | 0           | 0               | -                       | -                       | -        | -               | 38       | 44              |
| Granada C. F. · España             | Total con el Granada C. F.    | Total con el Granada C. F.    | 38       | 44              | 0           | 0               | -                       | -                       | -        | -               | 38       | 44              |
| S. D. Huesca · España              | 2018-19                       | 2.ª División                  | 0        | 0               | 0           | 0               | -                       | -                       | -        | -               | -        | -               |
| S. D. Huesca · España              | Total con la S. D. Huesca     | Total con la S. D. Huesca     | 0        | 0               | 0           | 0               | -                       | -                       | -        | -               | -        | -               |
| Total carrera                      | Total carrera                 | Total carrera                 | 328      | 389             | 17          | 16              | 14                      | 11                      | 7        | 2               | 366      | 418             |

## Palmarés

### Campeonatos nacionales
| Título       | Club       | País   | Año  |
| ------------ | ---------- | ------ | ---- |
| Copa del Rey | Sevilla FC | España | 2010 |

### Campeonatos internacionales
| Título             | Club       | País   | Año  |
| ------------------ | ---------- | ------ | ---- |
| UEFA Europa League | Sevilla FC | Italia | 2014 |